# Чандраян-1
«Чандраян-1» (хинди चंद्रयान्-१, «Лунный корабль-1») — космический зонд, искусственный спутник Луны. Проект Индийской организации космических исследований (ISRO). Аппарат состоит из орбитального модуля и ударного зонда. Был выведен на орбиту с помощью модернизированной версии индийской ракеты-носителя PSLV-XL.
Масса станции вместе с топливом составляет 1304 кг, по форме аппарат похож на куб со стороной 1,5 метра. Станция несёт 12 приборов, из них 6 индийских, а шесть других принадлежат ЕКА, НАСА и Болгарской академии наук (спектрометр-дозиметр типа Люлин для точного измерения космического излучения вокруг Луны RADOM-7).
В число основных целей запуска «Чандраян-1» входит поиск полезных ископаемых и запасов льда в полярных регионах Луны, а также составление трёхмерной карты поверхности.
Часть программы «Чандраян-1» — запуск ударного зонда Moon Impact Probe, оснащённого тремя инструментами: масс-спектрометром, альтиметром и видеокамерой. Он был запущен с окололунной орбиты (14 ноября 2008 года в 14:36 UTC) и в течение 25 минут достиг поверхности Луны, совершив жёсткую посадку. Выбросы лунной породы на месте падения модуля планировалось проанализировать орбитальным аппаратом и использовать эти данные для мягкой посадки индийского лунохода «Прагъян», доставленного на Луну аппаратом «Чандраян-3» в 2023 году (посадка зонда «Чандраян-2» в 2019 году была неуспешной).

## Приборы
- спектрометр Moon Mineralogy Mapper (США)
- радар Mini-SAR (США)
- дозиметр RADOM-7[болг.] (Болгария)
- ИК-спектрометр SIR-2 (ЕКА), аналогичен установленному на АМС «Смарт-1»[6]
- атомный анализатор SARA (The Sub-keV Atom Reflecting Analyzer) (ЕКА)[7]
- фотокамера TMC (The Terrain Mapping Camera)[8]
- HySI (The Hyper Spectral Imager)
- прибор для определения рельефа поверхности LLRI (The Lunar Laser Ranging Instrument)
- рентгенофлуоресцентный спектрометр C1XS
- рентгеновский спектрометр XSM (Solar X-ray Monitor)
- гамма-спектрометр HEX
- ударный зонд

## Хроника полёта

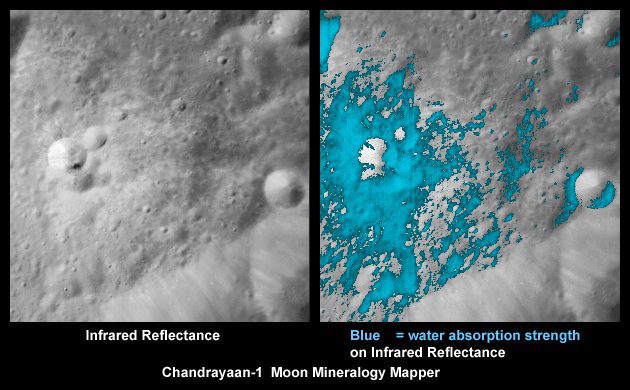
На этих изображениях, составленных с помощью прибора Moon Mineralogy Mapper, видны молодые кратеры на обратной стороне Луны.

Старт ракеты с индийской стартовой площадки на острове Шрихарикота состоялся 22 октября 2008 года в 00:52 UTC. 8 ноября 2008 года зонд успешно вышел на селеноцентрическую орбиту, но корректировки движения спутника продолжались до 12 ноября, когда он наконец достиг расчётной окололунной орбиты высотой в 100 километров.
14 ноября 2008 года от «Чандраян-1» отстыковался 29-килограммовый лунный ударный зонд Moon Impact Probe, который совершил в 15:01 UTC жёсткую посадку недалеко от кратера Шеклтон, расположенного рядом с южным полюсом Луны.
29 августа 2009 года, после пребывания аппарата на лунной орбите в течение 312 дней, связь с аппаратом была потеряна.
В 2017 году специалисты NASA объявили, что с помощью радиотелескопа Комплекса дальней космической связи Голдстоун в пустыне Мохаве и радиотелескопа Грин-Бэнк в Западной Вирджинии сумели обнаружить 2 июля 2016 года и в течение трёх месяцев наблюдать утерянный индийский аппарат на окололунной орбите. «Чандраян-1» нашли на лунной орбите не в расчётной точке, а почти на половину цикла впереди от прежних расчётов, на высоте которая варьируется между 150 и 270 км над лунной поверхностью.

## Научные результаты
Используя данные, полученные Moon Mineralogy Mapper (M3), учёные смогли обнаружить воду, поднявшуюся из толщи коры к поверхности Луны. Впервые такая информация была получена путём наблюдений с орбиты. Ранее исследования образцов лунного грунта, доставленных экспедициями «Аполлонов», тоже показывали наличие подобной воды.